# 单元列车

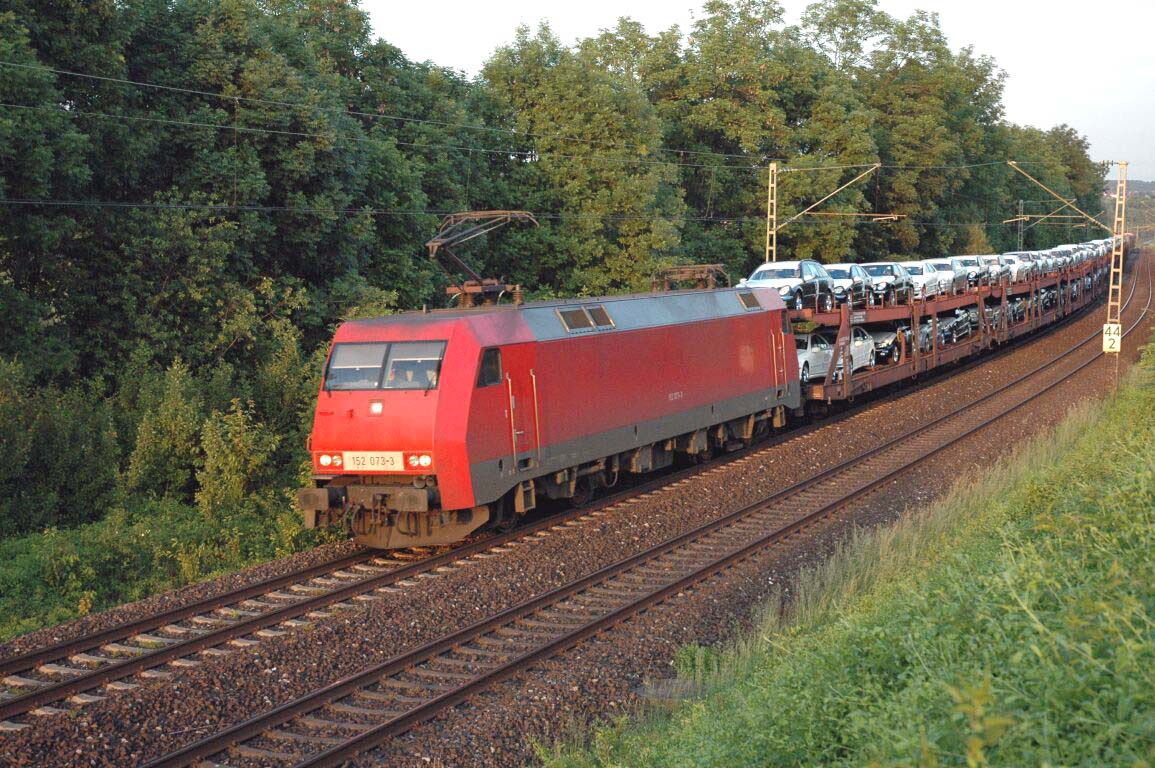
德国铁路公司的一列运行在不来梅与辛德尔芬根之间的单元列车，为戴姆勒汽车公司服务。

单元列车，是指组成列车的车辆固定编组，固定运载某种物品，在固定的装车地与目的地之间循环运行。
例如，中国大秦铁路开行万吨重载单元列车，固定编组循环直达，在大同站附近的煤炭集运站装车后，直达秦皇岛港，转筒式翻车机把每节车皮翻转自动卸煤（车皮之间使用了旋转车钩），然后整列空车不解体，原路返回装车地，如此循环往复不息。
实际上，旅客列车基本上都符合上述定义。但是，单元列车通常仅指货运列车。

## 简介
开行单元列车的好处是：
- 节约了时间。大宗货物的直达列车，沿途在各编组站仅办理中转技术作业，不改编，所以旅行时间大为缩短。据中国铁道部的统计，货运车辆的运行时间，平均约50-60%是在车站内作业，而在编组站内占了总时间的30%。因此这种在编组站直通的列车所节约的时间是非常显著的。
- 减轻了编组站的工作负荷。单元列车在编组站仅仅出直通场，为“无调作业”。甚至可以走行铁路枢纽的联络线完全避开编组站。
- 使铁路运输可以与公路货运、水运相竞争。

非单元货运列车称作普通货物列车（wagonload列车）。

## 使用
单元列车典型运输大宗固体货物：
- 道碴或砂石
- 铁矿砂从矿山至海港或钢铁厂
- 煤炭从煤矿至电厂或海港
- 焦炭从炼焦厂至钢铁厂
- 钢

大宗液体货物组成罐车单元列车： 
- 原油才油田或登陆港口至炼油厂
- 成品油从炼油厂至存储设施（油库）
- 乙醇从乙醇制造厂至乙醇燃料混制设置[3]
- 硫酸
- 液氢
- 散装水泥车

食物：
- 小麦
- 玉米
- 果汁
- 冷冻食物
- 活牲畜

其他：
- 船用集装箱（英语：Shipping container），从港口至卡车装卸地
- 汽车
- 建筑用骨料
- 垃圾
- 钾盐
- 邮件